# Feng Yu
Pour les articles homonymes, voir Feng.
Feng Yu (en chinois : 冯雨) est une nageuse synchronisée chinoise née le 30 septembre 1999 à Pékin. Elle remporte la médaille d'argent du ballet aux Jeux olympiques d'été de 2020 à Tokyo.
Elle est nommée porte-drapeau de la délégation chinoise aux Jeux olympiques d'été de 2024 au côté du pongiste Ma Long.